# Delphyne Peretto
Delphyne Peretto, née le 9 février 1982 à  Albertville, est une biathlète française.

## Biographie
Elle entre en équipe de France en 1999. Elle remporte durant ses jeunes années trois médailles de bronze aux Championnats d'Europe junior et trois courses dans la Coupe d'Europe junior en 2003.
Elle démarre finalement en Coupe du monde en 2004 à Beitostølen, où elle monte déjà sur un podium en relais. Elle marque ensuite ses premiers points à Ruhpolding (27e) puis une dixième place au sprint de Pokljuka, son meilleur résultat de l'hiver. Aux Championnats du monde 2005 à Hochfilzen, sa première compétition majeure, elle se classe notamment 12e de l'individuel et quatrième du relais avec l'équipe de France où elle a su se faire une place. Elle obtient sa première victoire avec ses coéquipières du relais en janvier 2006 à Oberhof. En février 2006, elle participe à ses premiers Jeux olympiques organisés à Turin et remporte la médaille de bronze avec le relais français, en compagnie de Florence Baverel-Robert, Sylvie Becaert et Sandrine Bailly.
C'est toujours en relais qu'elle construit son palmarès avec deux nouvelles victoires en Coupe du monde en 2007, ainsi que deux médailles aux Championnats du monde : l'argent en 2007 et le bronze en 2008.
Elle se retire du biathlon en 2008.

## Palmarès

### Jeux olympiques
| Épreuve / Édition          | Individuel | Sprint | Poursuite | Départ en masse | Relais                              |
| Jeux olympiques 2006 Turin | 40e        | 14e    | 26e       | 27e             | Médaille de bronze, Jeux olympiques |

### Championnats du monde
| Mondiaux \ Épreuve          | Individuel | Sprint | Poursuite | Départ en masse | Relais                    | Relais mixte |
| 2005 Hochfilzen / Khanty-M. | 12e        | 26e    | 26e       | 30e             | 4e                        | 5e           |
| 2007 Antholz-Anterselva     | 26e        | 28e    | 26e       | -               | Médaille d'argent, monde  | -            |
| 2008 Östersund              | 54e        | 45e    | 27e       | -               | Médaille de bronze, monde | 7e           |

### Coupe du monde
- Meilleur classement général : 34e en 2005.
- Meilleur résultat individuel : 8e place.
- 12 podiums en relais : 3 victoires, 4 deuxièmes et 5 troisièmes places[1].

#### Classements en Coupe du monde
| Saison    | Classement général final | Individuel | Sprint | Poursuite | Mass start |
| 2004-2005 | 34e                      | 28e        | 31e    | 31e       | 37e        |
| 2005-2006 | 48e                      | 52e        | 41e    | 56e       | 47e        |
| 2006-2007 | 36e                      | 44e        | 30e    | 33e       | 44e        |
| 2007-2008 | 39e                      | 17e        | 49e    | 35e       | 38e        |

### Championnats d'Europe junior
- Médaille de bronze de l'individuel en 2001 et 2003.
- Médaille de bronze du relais en 2001.